# Mikey Palmice
Michael "Mikey Grab Bag" Palmice fiktivni je lik iz HBO-ove televizijske serije Obitelj Soprano kojeg je glumio Al Sapienza. 

## Životopis
Nakon što je izvršnom šefu Jackieju Aprileu dijagnosticiran rak te kad se činilo izglednim da će umrijeti, Junior pokreće niz akcija da postane šef, a Palmice postaje njegov consigliere. Junior se prvo htio riješiti konkurencije, uključujući Tonyja Soprana i Christophera Moltisantija. Palmice savjetuje Junioru da sredi posao i ne dopusti nikome da ga pretekne. Ubija Brendana Filonea po Juniorovoj zapovijedi nakon što su Brendan i Christopher oteli kamione u vlasništvu tvrtke koja je navodno bila pod Juniorovom "zaštitom", a zatim unajmljuje dvojicu Rusa da izvedu Christopherovu lažnu likvidaciju.  Christopher se razbjesni te želi sam ubiti Palmicea, ali ga Tony upozorava da to ne čini, jer je Palmice član mafije. Tony umjesto toga pretuče Palmicea kako bi se osvetio zbog prepada na Christophera.
Junior otkriva kako je unuk njegova prijatelja počinio samoubojstvo bacivši se s mosta Patterson Falls nakon što je uzeo ecstasy koji mu je prodao Rusty Irish, jedan od najprofitabilnijih ljudi Larryja Baresea. Naređuje Mikeyju da ubije Rustyja kako bi spriječio daljnju prodaju droge djeci. Mikey i još jedan suradnik bace Rustyja s istog mosta s kojeg se bacio i dječak, što ne nailazi na odobravanje drugih kapetana, pogotvo Baresea.
Larry Barese, Raymond Curto i Jimmy Altieri kasnije se na sastanku požale Tonyju na Juniora i Palmiceovo ponašanje. Nakon što se pročuje kako i Tonyjeva vlastita majka njega želi mrtva, suradnik Donny Paduana organizira atentat na Tonyja. Tony se, zajedno s drugim Juniorovim kapetanima, sastaje s njujorškim podšefom Johnnyjem Sackom iza Juniorovih leđa u Umirovljeničkoj zajednici Green Grove, a Junior osjeća da se protiv njega kuje urota. Nakon što im je dan zadatak, Donniejevi plaćeni ubojice ne uspijevaju ubiti Tonyja zbog mnoštva svjedoka. Junior drugi put naređuje ubojstvo, ali ono ne uspijeva jer Tony preživi i pritom ubije jednog od ubojica. Na kasnijem sastanku, Palmice ubija Donnieja.
Tony se kasnije odluči riješiti Mikeyja i Chuckyja Signorea kako bi spriječio Juniorove daljnje pokušaje njegova ubojstva. Tony uhvati Chuckyja nespremnog u marini i ubije ga, a Christopher i Paulie Gualtieri uhvate Palmicea na džogingu.

## Ubojstva koja je počinio Palmice
- Brendan Filone - ustrijeljen u oko u kadi po Juniorovoj naredbi zbog otmice kamiona pod njegovom zaštitom. (1999.)
- Rusty Irish - bačen s mosta Patterson Falls zbog prodaje droge unuku Old Man Caprija. (1999.)
- Donnie Paduana - ustrijeljen po Juniorovim naredbama zbog zbijanja šala o tome kako Tonyjeva majka želi sina mrtvog. (1999.)

## Vanjske poveznice
- Mikey Palmice u internetskoj bazi filmova IMDb-u